# Fitoplancton

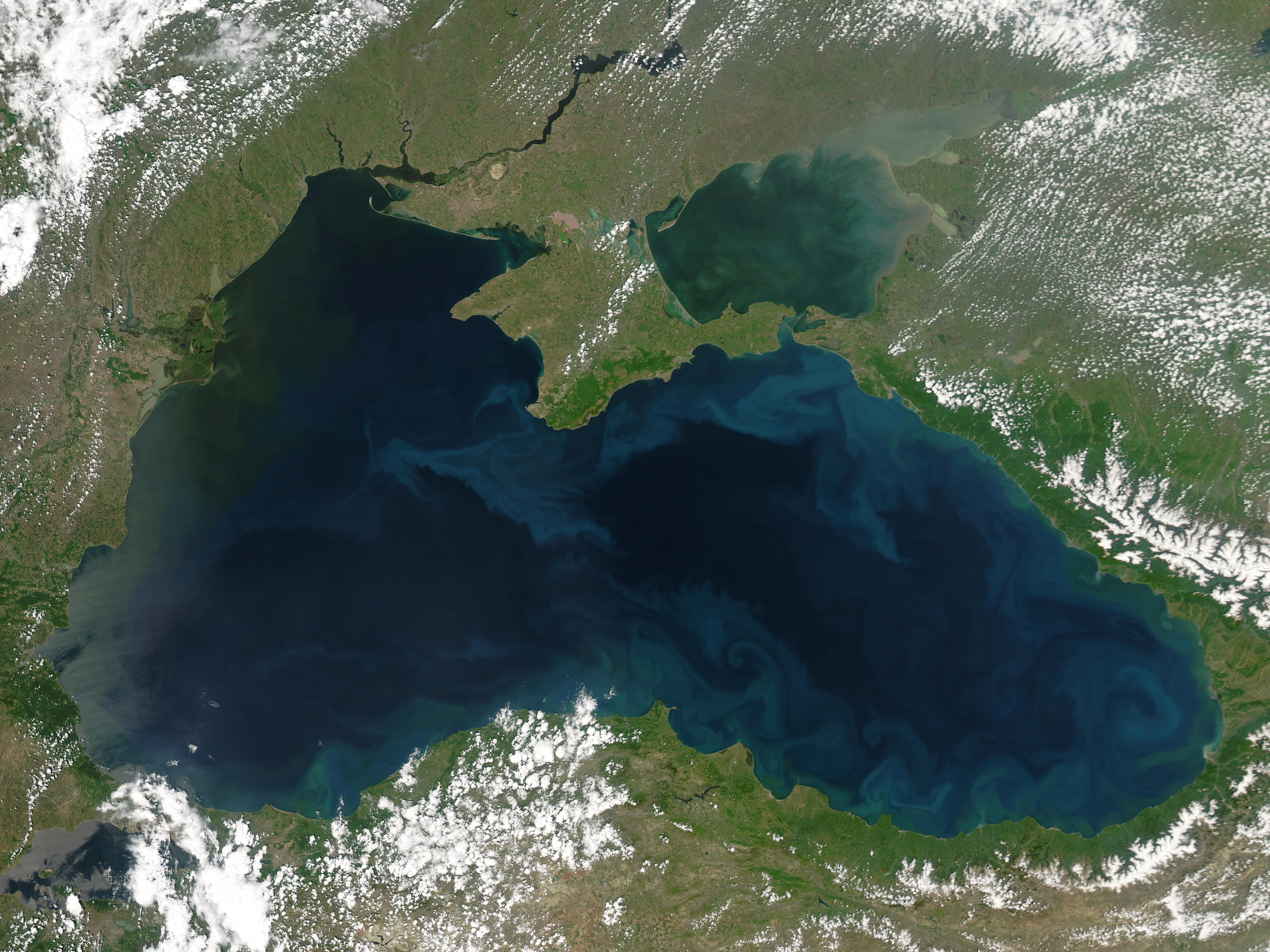
Acumularea fitoplanctonului în Marea Neagră. Fotografia a fost făcută pe data de 25 mai 2004.

Fitoplanctonul este planctonul format din plante acvatice inferioare. Numele de fitoplancton vine din greacă de la cuvântul phyton care înseamnă "plantă" și de la cuvântul planktos care înseamnă "hoinar". De cele mai multe ori, fitoplanctonul este prea mic pentru a putea fi văzut cu ochiul liber, însă, atunci când se adună un număr suficient de mare de fitoplancton, acesta poate fi văzut în apă ca o suprafață de culoare verde datorită clorofilei din celulele sale.
Reproducerea rapidă a fitoplanctonului provoacă o "înflorire a apei".

## Relațiile cu mediul înconjurător
Fitoplanctonul obține energie prin procesul de fotosinteză, drept urmare trebuie să trăiască în stratul bine luminat al oceanului, mării sau lacului. Datorită fotosintezei, fitoplanctonul este responsabil pentru 90% din oxigenul atmosferei terestre.
Dealtfel, fitoplanctonul este dependent de nutrienți pentru a crește. În general se hrăneste cu macronutrienți cum sunt nitrații și fosfații.
În timp ce majoritatea speciilor de fitoplancton sunt fotoautotrofe, există și specii mixotrofe și heterotrofe. Heterotrofele formează de fapt zooplanctonul, sunt nepigmentate și obțin carbonul organic mâncând alte animale sau materiale organice.
In fiecare zi, în mări și oceane, prin fotosinteză, iau naștere 5 miliarde de tone fitoplancton, consumat în aceiași zi de către zooplancton. 

## Grupuri
Termenul de fitoplancton cuprinde toate microorganismele fotoautotrofe acvatice. Sunt aproximativ 5000 de specii marine de fitoplancton. Cele mai importante grupuri sunt diatomeele, dinoflagelatele si algele (in special verzi și albastre).